# David Henrie
David Clayton Henrie (Mission Viejo, California; 11 de julio de 1989) es un actor, guionista de televisión y productor estadounidense. Henrie es más conocido por interpretar al futuro hijo de Ted Mosby en How I Met Your Mother, como Justin Russo en Wizards of Waverly Place y Larry en That's So Raven. Es el hermano mayor del actor Lorenzo Henrie.

## Primeros años
Henrie nació en Mission Viejo, California, hijo de Linda (Finocchiaro, de soltera) y Jim Henrie, y creció en Phoenix, Arizona. Es hermano mayor del actor Lorenzo Henrie (Fear The Walking Dead). Henrie es católico y, de acuerdo con su página web, proviene de una "gran familia italiana". Henrie es un ávido fan del hockey. En un video chat, Henrie dijo que él es cristiano y siempre lo será. Fue a la escuela en la Cheyenne Traditional School.

## Carrera
A los 9 años un director recomendó a David trasladarse a Los Ángeles. Ese mismo verano, la familia decidió seguir ese consejo y se mudó a Hollywood y reservó sus dos primeras audiciones nacionales en comerciales de Burger King y Quaker Oats.    

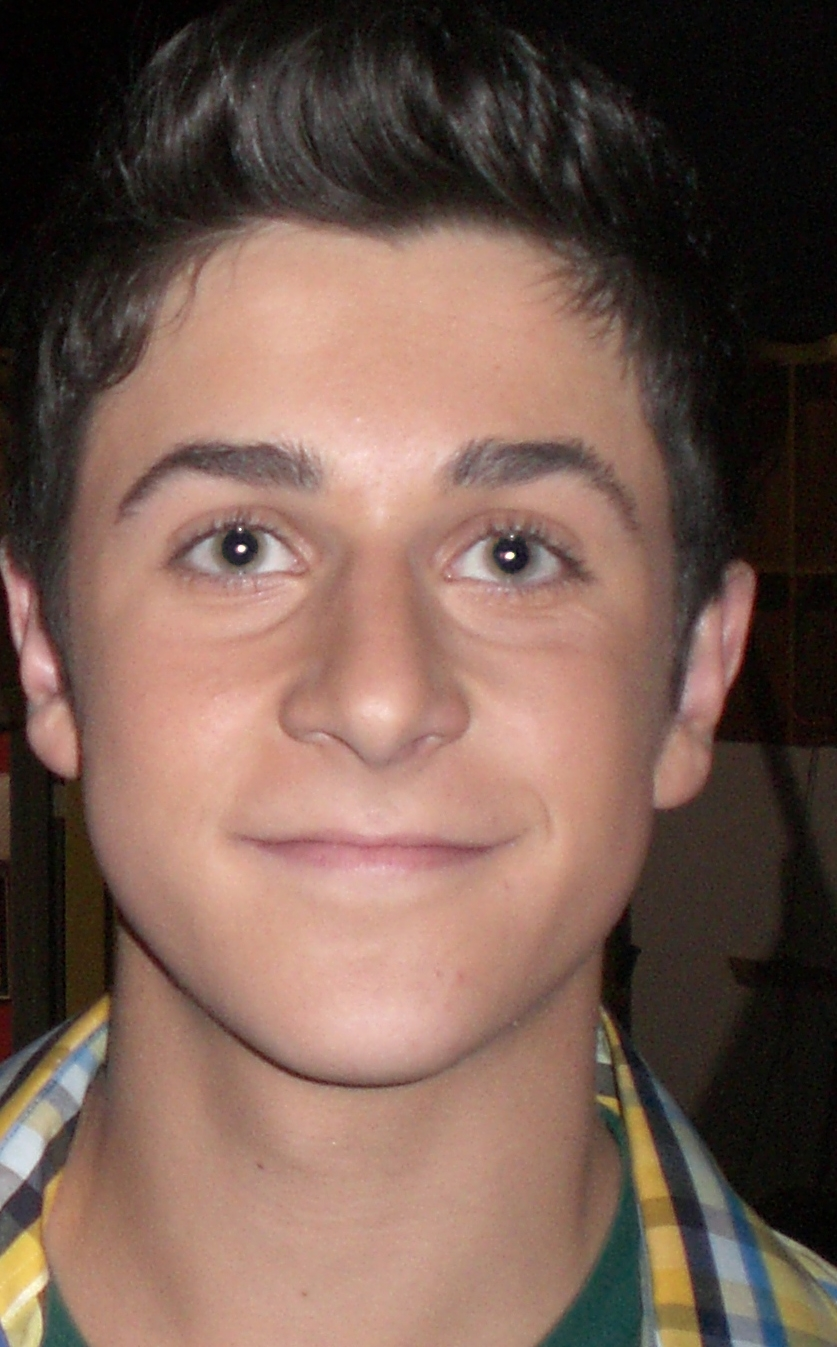
Henrie quien interpretar como Justin Russo en el estudio de grabación de la serie.

A los 13 años, Henrie obtuvo su primer gran papel protagónico, como Petey Pitt en la comedia de Fox The Pitts. A continuación, Henrie consiguió un papel principal en la película de Hallmark, Monster Makers, con Linda Blair y George Kennedy, y se le pidió que volviera para otra película de Hallmark, para interpretar un papel en Dead Hollywood Moms Society.También interpretó a Skylar Blaford en la comedia de situación de Fox Method & Red.
Henrie también obtuvo su primer papel coprotagonista en la serie Providence. También participó en las series de televisión como en Sin rastro, The Mullets, Judging Amy, The D.A., Jack & Bobby, NCIS, House M. D. y Cold Case.Antes el estreno en la serie de Disney Channel Wizards of Waverly Place, tuvo un papel recurrente en That's So Raven como el mejor amigo de Cory Baxter, Larry.Henrie también tuvo un papel recurrente en How I Met Your Mother, donde interpretó al futuro hijo de Ted Mosby.
A la edad de 18 años, Henrie consiguió el papel de Justin Russo en la serie original de Disney Channel, Wizards of Waverly Place. La serie se estrenó el 12 de octubre de 2007. Debido a que se encontraban participado en Disney Channel, Henrie compitió en los Disney Channel Games en 2008. Fue capitán del equipo verde, también conocido como los ciclones. En 2009, estaba en la película Wizards of Waverly Place: The Movie con el elenco de la serie. Henrie interpretó a Justin Vincenzo Pepe Russo durante toda la serie. Alrededor de un año después del final, una película, The Wizards Return: Alex vs. Alex se estrenó el 15 de marzo de 2013, sin Henrie, pero se mencionó su personaje y se muestra una foto de él. Henrie se acreditar como guionista en dos episodios de Wizards of Waverly Place, "Alex's Logo"y el especial "Meet the Werewolves".
En 2009, interpretó como Wheeze en la película original de Disney Channel Dadnapped, quien también protagonizada por Emily Osment.Henrie hizo una aparición como invitado en dos episodios en la serie Disney Jonas. Según Reuters, Henrie fue nombrado oficialmente el Grand Marshal for the 2009 Toyota Pro/Celebrity Race.

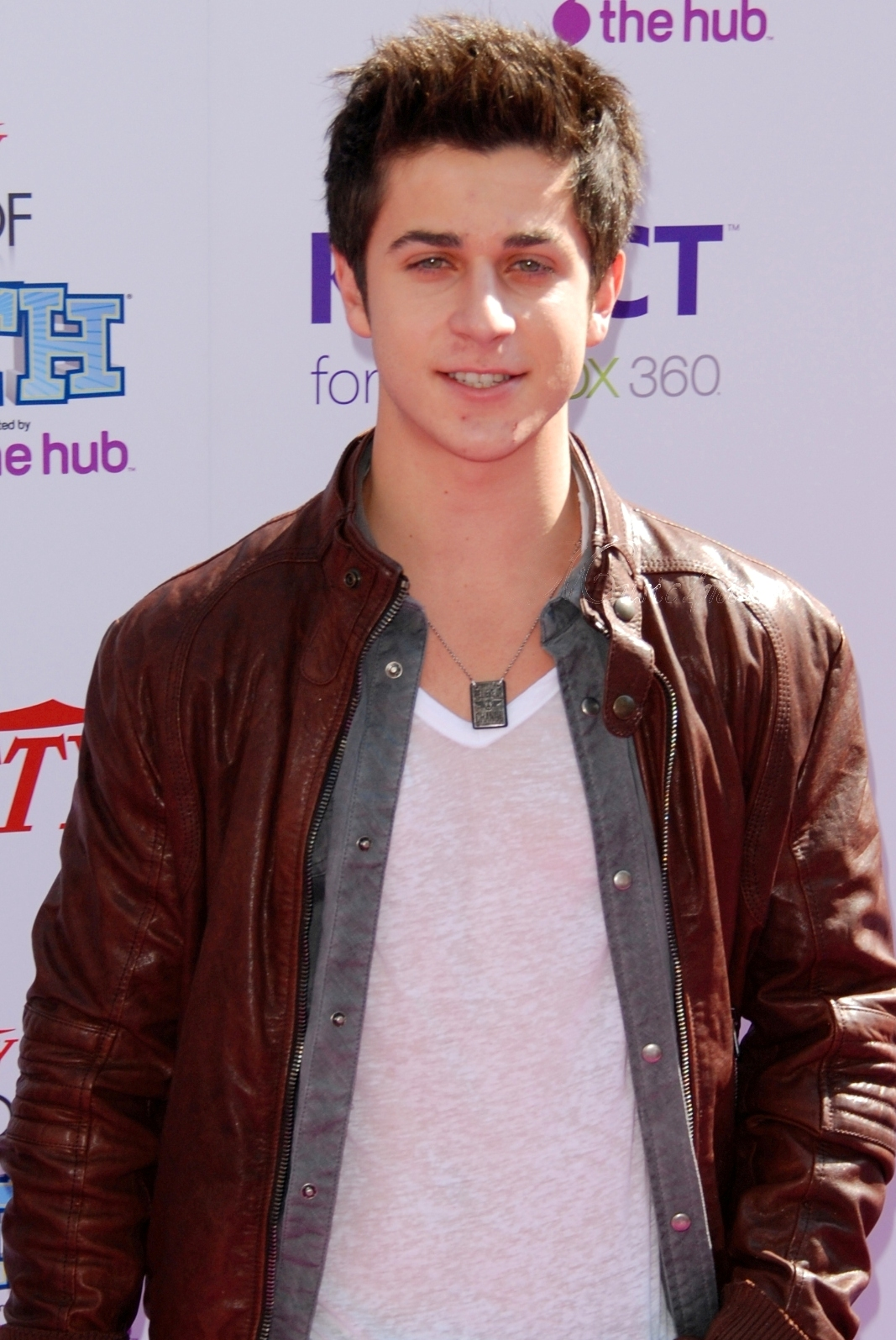
David Henrie en 2010.

En 2010, Henrie fue estrella invitada en la serie web Easy to Assemble.En 2012, Henrie dio voz al personaje de Shō en la película de anime Karigurashi no Arriety en el doblaje en inglés. de la cual Disney lanzó el tráiler oficial el 17 de febrero de 2012. La producción de Studio Ghibli dirigida por Hiromasa Yonebayashi a partir de un guion escrito por el legendario animador Hayao Miyazaki y Keiko Niwa. Se basa en la novela The Borrowers por Mary Norton. Junto con otras voces que incluyen con; Bridgit Mendler, Amy Poehler, Carol Burnett, Will Arnett y Moisés Arias.
Henrie apareció como Zac en Grown Ups 2 (2013), junto a Taylor Lautner y Adam Sandler.En 2014, Henrie interpretó como Cory Weissman en 1000 to 1: The Cory Weissman Story, la verdadera historia de un joven jugador de baloncesto que sufrió un derrame cerebral catastrófico como estudiante de primer año en el Gettysburg College.Más tarde, en el mismo año, Henrie fue invitado en la serie de ABC Mind Games.En el mismo año, Henrie ha dirigido dos cortometrajes, Boo! y Catch.
En 2015, Henrie interpretó como Lane, un ayudante de cámara que se enamora de la hija de Paul Blart, en la secuela Paul Blart: Mall Cop 2.También coprotagonizó como London Busbee, hermano mayor del personaje principal, en la película comedia dramática Little Boy,y tuvo un papel en la película de drama biográfico independiente Walt Before Mickey, en la que interpreta a Rudy Ising, que trabajó para Walt Disney.Henrie hizo cameos en las películas Cardboard Boxer y Warrior Road.
En 2018, Henrie dirigió la película y así debutó como director de cine en This Is the Year, en la que también coprotagonizó y coescribió, junto con su hermano menor del también actor Lorenzo Henrie.En agosto de 2020, la coprotagonista de Henrie y Wizards of Waverly Place, Selena Gomez, que se desempeña como productora ejecutiva de la película, anunciaron el estreno virtual de la película This Is the Year.En 2023, Henrie interpretó el papel como Ted en la serie original de Tubi Underdeveloped.

## Vida personal

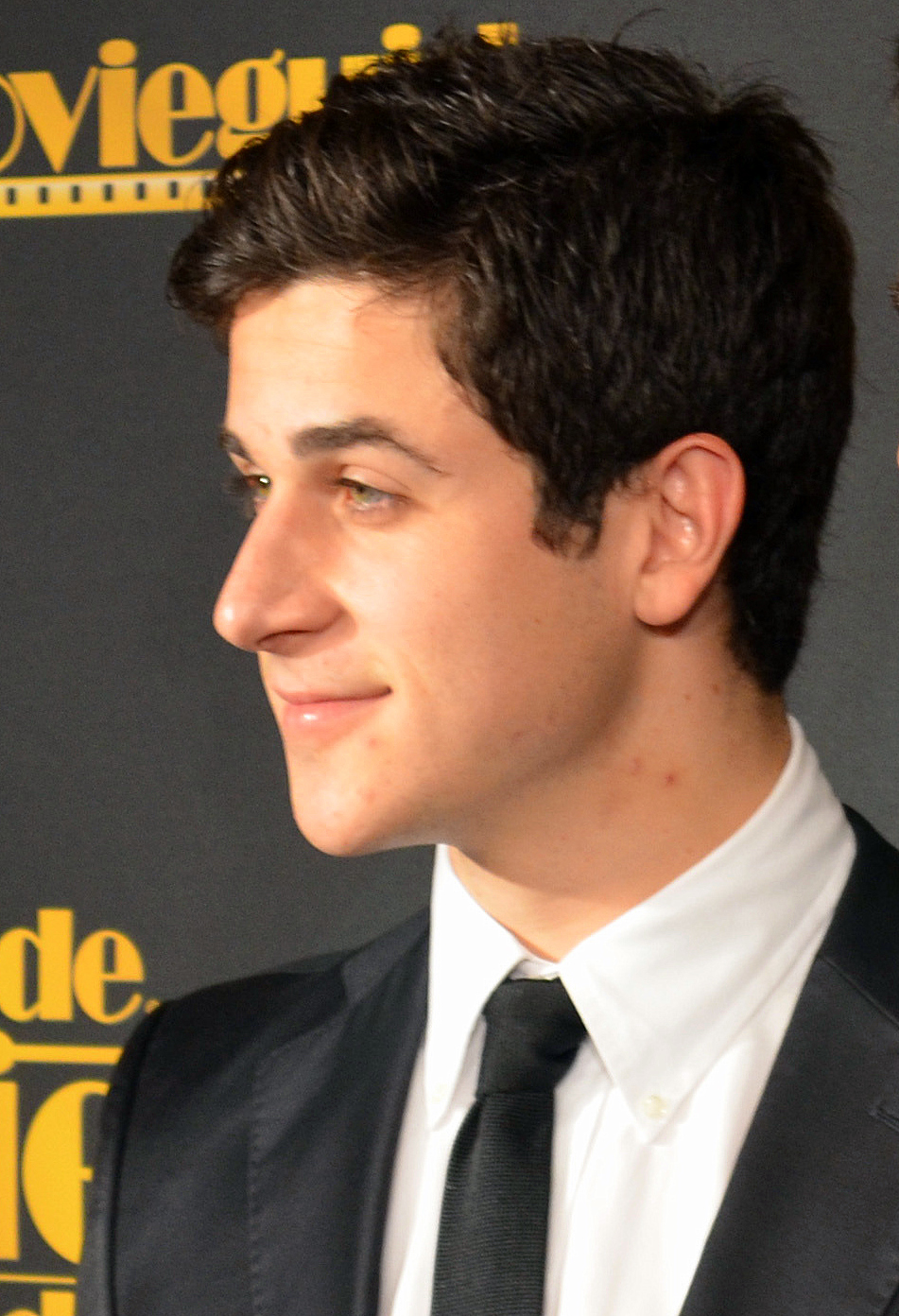
David Henrie en 2012.

El 5 de abril de 2012, coincidiendo con el Jueves Santo, Henrie acompañó a Eduardo Verástegui en un discurso dirigido a temas de la vida en la Iglesia del Santísimo Sacramento en la ciudad de Piura. También ayudó a muchas personas en Perú por una noble causa, se considera solidario con los demás.
El 21 de abril de 2017 se casó con Maria Cahill. En marzo de 2019 nace su hija Pia Philomena Francesca, en honor al Papa Francisco, quien oró con él y su esposa para poder tener hijos. El actor reveló además que antes de esto él y su esposa sufrieron tres abortos espontáneos, por lo que la fe en Dios los mantuvo firmes en esos momentos. En junio de 2020 la pareja anunció que estaban esperando su segundo hijo, un varón. Su segundo hijo, James Thomas Augustine Emanuel, nació el 25 de diciembre de 2020. En diciembre de 2021 anunciaron que iban a ser padres por tercera vez. El 17 de julio de 2022 nació su tercera hija, Gemma Clare Henrie.

### Asuntos legales
El 10 de septiembre de 2018, Henrie fue arrestado y acusado en el Aeropuerto Internacional de Los Ángeles bajo acusaciones de portar un arma cargada en el aeropuerto. Más tarde emitió una declaración en Twitter disculpándose por el incidente, afirmando que el acto no fue intencional y que el arma fue comprada legalmente.
El 26 de septiembre de 2018, se informó que Henrie fue acusado de tres cargos por "portar un arma de fuego cargada, portar un arma de fuego oculta y poseer un arma en un área segura del aeropuerto".

## Filmografía

### Películas
| Año  | Título                              | Personaje                     | Notas                                         |
| ---- | ----------------------------------- | ----------------------------- | --------------------------------------------- |
| 2003 | Monster Makers                      | Danny Burke                   | Personaje menor                               |
| 2004 | The Hollywood Mom's Mystery         | Oliver Palumbo                | Personaje menor                               |
| 2004 | Arizona Summer                      | Malo                          | Personaje menor                               |
| 2009 | Dadnapped                           | Wheeze                        | Disney Channel Original Movie (Rol principal) |
| 2009 | Wizards of Waverly Place: The Movie | Justin Russo                  | Disney Channel Original Movie (Rol principal) |
| 2012 | Karigurashi no Arriety              | Shawn                         | Papel de voz, doblaje en inglés               |
| 2013 | Grown Ups 2                         | Zac                           |                                               |
| 2014 | 1000 to 1: The Cody Weissman Story  | Cory Weissman                 | Protagonista                                  |
| 2015 | Paul Blart: Mall Cop 2              | Lane                          |                                               |
| 2015 | Little Boy                          | London Busbee                 |                                               |
| 2015 | Walt Before Mickey                  | Rudolf Ising                  | Coprotagonista                                |
| 2016 | Cardboard Boxer                     | Clean Cut Man                 |                                               |
| 2016 | Warrior Road                        | Tom                           |                                               |
| 2020 | This Is the Year                    | Sebastian                     | También escritor y director                   |
| 2024 | Reagan                              | Ronald Reagan de joven adulto | Personaje compartido con Dennis Quaid         |
| TBA  | Max & Me                            | D.J. (voz)                    |                                               |

### Televisión
| Año       | Título                              | Personaje                          | Notas                                                                                             |
| --------- | ----------------------------------- | ---------------------------------- | ------------------------------------------------------------------------------------------------- |
| 2002      | Providence                          | Mark Triedman                      | "Gotcha" (temporada 4; episodio 18)                                                               |
| 2002      | Without a Trace                     | Gabe Freedman                      | "Birthday Boy" (temporada 1; episodio 2)                                                          |
| 2003      | The Pitts                           | Petey Pitt                         | Personaje principal (7 episodios)                                                                 |
| 2003      | The Mullets                         |                                    | Grudge Match (temporada 1; episodio 5)                                                            |
| 2003      | Judging Amy                         | Jeremy                             | "Sex and the Single Mother" (temporada 5; episodio 10)                                            |
| 2004      | The D.A.                            | Alex Henry                         | "The People vs. Patricia Henry" (temporada 1; episodio 2)                                         |
| 2004      | Method & Red                        | Skyler Blaford                     | Personaje Recurrente                                                                              |
| 2004      | Jack and Bobby                      | Sniffly                            | "The Kindness of Strangers" (temporada 1; episodio 3)                                             |
| 2004      | NCIS                                | Willy Shields                      | "Terminal Leave" (temporada 2; episodio 6)                                                        |
| 2004–2007 | That's So Raven                     | Larry                              | Personaje Recurrente; 12 episodios                                                                |
| 2005      | House                               | Tommy                              | "Cursed" (temporada 1; episodio 13)                                                               |
| 2005–2014 | How I Met Your Mother               | Luke Mosby                         | Personaje Recurrente                                                                              |
| 2006      | Cold Case                           | Dale Wilson                        | "Fireflies" (temporada 4; episodio 8)                                                             |
| 2007      | Studio DC: Almost Live              | Él mismo                           | Segundo programa                                                                                  |
| 2007–2012 | Wizards of Waverly Place            | Justin Russo                       | Elenco principal                                                                                  |
| 2008      | Disney Channel Games                | Él mismo (Capitán Equipo Ciclones) | Equipo verde                                                                                      |
| 2009      | The Suite Life on Deck              | Justin Russo                       | "Double Crossed" (temporada 1; episodio 21)                                                       |
| 2009      | Disney Channel's 3 Minute Game Show | Él mismo                           | (2 episodios) "The Cheetah Girls: One World" "Wizards of Waverly Place: The Movie"                |
| 2010      | JONAS L.A.                          | Él mismo                           | "Boat Trip" (temporada 2; episodio 11) "On the Radio" (temporada 2; episodio 12)                  |
| 2010      | Easy to Assemble                    | Ethan                              | (1 episodio) "Flying Solo"                                                                        |
| 2011      | Disney's Friends for Change Games   | Él mismo                           | Equipo verde                                                                                      |
| 2011      | The Assistants                      | Mike Beadle                        | Personaje principal                                                                               |
| 2013      | Arrested Development                | Él mismo                           | Cameo                                                                                             |
| 2013      | The Wizards Return: Alex vs. Alex   | Justin Russo                       | Película para televisión                                                                          |
| 2014      | Mind Games                          | Elliot                             | Episodio: "Embodied Cognition"                                                                    |
| 2021      | A Tale Dark & Grimm                 | Handsome Young Man                 | Episodios: "Chapter the Fourth: The Monster Within," "Chapter the Fifth: A Smile As Red As Blood" |
| 2023      | Underdeveloped                      | Ted                                | Tubi Original Series                                                                              |
| 2024      | Wizards Beyond Waverly Place        | Justin Russo                       | Protagonista y también productor ejecutivo                                                        |

## Premios y nominaciones
| Año  | Premiación                            | Categoría                                                                      | Trabajo                                                  | Resultado |
| ---- | ------------------------------------- | ------------------------------------------------------------------------------ | -------------------------------------------------------- | --------- |
| 2003 | Young Artist Award                    | Mejor Actuación en una Serie Dramática de TV - Actor Joven Invitado            | Without Trace                                            | Nominado  |
| 2004 | Young Artist Award                    | Mejor Actuación en Una Película - Actor Joven Protagónico                      | Arizona Summer                                           | Nominado  |
| 2004 | Young Artist Award                    | Mejor Actuación en una Serie de TV (Comedia o Drama) - Actor Joven Protagónico | The Pitts                                                | Nominado  |
| 2008 | Young Artist Award                    | Mejor Elenco Joven en Una Serie de TV                                          | Wizards of Waverly Place (Compartido con el elenco)      | Nominados |
| 2011 | Kids Choice Awards                    | Compañero de TV Favorito                                                       | Wizards of Waverly Place                                 | Nominado  |
| 2013 | Behind the Voice Actors Awards        | Best Vocal Ensemble in an Anime Feature Film/Special                           | Karigurashi no Arriety                                   | Nominado  |
| 2014 | Cleveland International Film Festival | Best Live Action Short Film                                                    | Catch                                                    | Nominado  |
| 2025 | Kids' Choice Awards                   | Estrella de televisión masculina favorita (niños)                              | Su papel de Justin Russo en Wizards Beyond Waverly Place | Nominado  |